# 金祥
金祥（1954年9月—），北京市人，中国国家博物馆党委副书记兼纪委书记。

## 生平
金祥是专科学历，高级经济师。1969年12月到1975年4月，任中国人民解放军海军4100部队统计员。1973年10月加入中国共产党。1975年4月到1978年8月，任中国历史博物馆群工部讲解员。1978年8月到1984年8月，任保管部技术组干部。1984年9月到1986年7月，在文化管理干部学院学习。1986年7月到1987年12月，任中国历史博物馆工程筹建办公室干部。1987年12月到1991年10月，任中国历史博物馆人事处干部。1991年10月到2002年5月，任中国历史博物馆人事处副处长。2002年6月到2003年10月，任中国历史博物馆人事处处长。2003年10月，任中国国家博物馆人事处处长。2009年12月至2013年，任中国国家博物馆纪委书记。2013年至2014年，任中国国家博物馆党委副书记兼纪委书记。